# Prokom Polish Open 1999
Prokom Polish Open 1999 — жіночий тенісний турнір, що проходив на відкритих кортах з ґрунтовим покриттям у Сопоті (Польща). Належав до турнірів 3-ї категорії в рамках Туру WTA 1999. Відбувсь удруге і тривав з 12 до 18 липня 1999 року. Третя сіяна Кончіта Мартінес здобула титул в одиночному розряді й отримала 27 тис. доларів США.

## Учасниці

### Сіяні пари
| Країна     | Гравчиня              | Рейтинг | Сіяна |
| ---------- | --------------------- | ------- | ----- |
| Іспанія    | Аранча Санчес Вікаріо | 8       | 1     |
| Франція    | Сандрін Тестю         | 17      | 2     |
| Іспанія    | Кончіта Мартінес      | 18      | 3     |
| Білорусь   | Наташа Звєрєва        | 22      | 4     |
| Італія     | Сільвія Фаріна        | 23      | 5     |
| Словаччина | Генрієта Надьова      | 26      | 6     |
| Ізраїль    | Анна Смашнова         | 39      | 7     |
| Іспанія    | Гала Леон Гарсія      | 49      | 8     |

### Інші учасниці
Нижче наведено учасниць, які отримали вайлдкард на участь в основній сітці:
- Александра Ольша
- Анна Бєлень-Жарська
- Магдалена Гжибовська

Нижче наведено учасниць, що отримали вайлдкард на участь в основній сітці в парному розряді:
- Магдалена Гжибовська /  Амелі Кокто

Нижче наведено учасниць, що пробились в основну сітку через стадію кваліфікації в одиночному розряді:
- Ева Бес
- Людмила Черванова
- Сандра Начук
- Єлена Костанич

Нижче наведено учасниць, що пробились в основну сітку через стадію кваліфікації в парному розряді:
- Гала Леон Гарсія /  Марія Санчес Лоренсо

## Фінальна частина

### Одиночний розряд
Кончіта Мартінес —  Каріна Габшудова, 6–1, 6–1
- Для Мартінес це був єдиний титул в одиночному розряді за сезон і 31-й - за кар'єру.

### Парний розряд
Лаура Монтальво /  Паола Суарес —  Гала Леон Гарсія /  Марія Санчес Лоренсо, 6–4, 6–3